# Снігова кімната
Снігова кімната — один із видів спа-процедур. Відома як оздоровчо-відновна терапія, яка покращує кругообіг кровоносних судин шкіри. Вченими доведено, що завдяки різким змінам температур тіло людини загартовується, зміцнюється імунна система організму. Снігова кімната сприяє підвищенню активності, допомагає відчути приплив енергії, повертає загальний тонус.

## Структура снігової кімнати
Снігова кімната розділена на два сектори — основний та технічний.
Основний відділ — це низка дизайнерських рішень для комфортного прийняття морозяних ванн. Технічне приміщення відповідає за системи водопідготовки, вентиляції, охолодження та обладнання генерації штучного снігу. Завдяки якісній вентиляційній системі кімната охолоджується до позначки нижче нуля, після чого запускаються системи повітря- та водопідготовки. Снігогенерація забезпечує покрив снігу на стінках приміщення. Температура в кімнаті стабільна (близько -2°C), тому не виникає ризиків застуди.
Відвідати снігову кімнату можна в медичних центрах, СПА, саунах, фітнес-клубах.

## Ефекти
• Анальгетичний — зниження больових відчуттів
• Зменшення стресу
• Заспокійливий ефект
• Укріплення венозної системи
• Зменшення напруги 
• Покращення настрою
• Допомога при деяких порушеннях сну

## Технічна інформація
• Необхідний простір: снігова кімната площею від 5 до 12м², технічне приміщення — понад 5м², в залежності від розташування
• Цикли осніження програмуються заздалегідь.
• Очистка снігу таненням (тепле повітря і вода)
• Дистанційне управління
• Проста експлуатація через сенсорний екран або онлайн